# Accident of Birth
Accident of Birth (в переводе с англ. — «Случайность рождения») — четвёртый сольный студийный альбом британского хеви-метал исполнителя Брюса Дикинсона, изданный в мае 1997 года. Согласно утверждению самого Дикинсона, «Accident of Birth» или «случайностью рождения» Брюса назвала его мать в одном из телефонных разговоров с певцом.
Альбом занял 14 место в списке 20 лучших альбомов 1997 года по версии сайта Metal Storm.

## Об альбоме
Это второй альбом, созданный в сотрудничестве с гитаристом и продюсером Роем Зет, а поэтому он совсем не похож на предыдущий альбом Брюса Skunkworks. На нём замечено возвращение Брюса к его привычному мелодичному стилю пения. В записи также принял участие Эдриан Смит, гитарист Iron Maiden с 1981—1989. Позже и Брюс и Эдриан вернутся в группу Iron Maiden в начале 1999 года. Благодаря успеху этого альбома Брюс работал с Роем Z в будущем на альбомах The Chemical Wedding и Tyranny of Souls.

## Обложка альбома
Обложка альбома 1997 года была оформлена Дереком Риггзом, известным по художественным работам с Iron Maiden, рисовавшим для группы обложки с 1979—1991 год и прославившемся тем, что создал для группы образ монстрика Эдди. Существуют четыре версии обложки альбома. На обложке европейского издания был изображён Edison (в шутку его назвали как «Сын Эдди»), разрывающий живот человека.
На обложке изображена только часть тела, но обложка, которая шла с ограниченным изданием альбома, прояснила, что это живот и он принадлежит человеку. Её сочли неэтичной для американского рынка, поэтому в Америке альбом был выпущен с немного другой марионеткой, которая изображена без намёка на выползание из живота.
У ремастера 2005 года издания есть даже обложка, где изображена марионетка, прибитая к кресту. Когда Брюс писал музыкальный материал, мать Брюса сказала ему, что он был результатом «несостоявшегося аборта». Название альбома и одноимённая композиция говорят об одном: Брюс был ребёнком, который не должен был родиться.

### Список композиций
| #  | Оригинальное название | Перевод                    | Музыка / Слова             | Время |
| -- | --------------------- | -------------------------- | -------------------------- | ----- |
| 1  | Freak                 | Помешанный                 | Брюс Дикинсон, Roy Z       | 4:15  |
| 2  | Toltec 7 Arrival      | Толтек 7 прибытие          | Брюс Дикинсон, Roy Z       | 0:37  |
| 3  | Starchildren          | Дитя звёзд                 | Брюс Дикинсон, Roy Z       | 4:17  |
| 4  | Taking the Queen      | Забирая королеву           | Брюс Дикинсон, Roy Z       | 4:49  |
| 5  | Darkside of Aquarius  | Тёмная сторона Водолея     | Брюс Дикинсон, Roy Z       | 6:42  |
| 6  | Road to Hell          | Дорога в ад                | Брюс Дикинсон, Эдриан Смит | 3:57  |
| 7  | Man of Sorrows        | Человек скорбей            | Брюс Дикинсон              | 5:20  |
| 8  | Accident of Birth     | Случайность рождения       | Брюс Дикинсон, Roy Z       | 4:23  |
| 9  | The Magician          | Маг                        | Брюс Дикинсон, Roy Z       | 3:54  |
| 10 | Welcome to the Pit    | Добро пожаловать в западню | Брюс Дикинсон, Эдриан Смит | 4:43  |
| 11 | Omega                 | Омега                      | Брюс Дикинсон, Roy Z       | 6:23  |
| 12 | Arc of Space          | Свод небес                 | Брюс Дикинсон, Roy Z       | 4:18  |

## Участники записи
- Брюс Дикинсон — вокал
- Эдриан Смит — гитара
- Roy Z — гитара
- Эдди Гассилас — бас-гитара
- Дэвид Ингрэйем — ударные

### Приглашённые музыканты
- Сильвия Тси — скрипка («Taking the Queen», «Man of Sorrows», «Arc of Space»)
- Ребекка Эх — виолончель («Taking the Queen», «Man of Sorrows», «Arc of Space»)
- Ричард Бэкер — фортепиано («Man of Sorrows»)